# Catostòmids

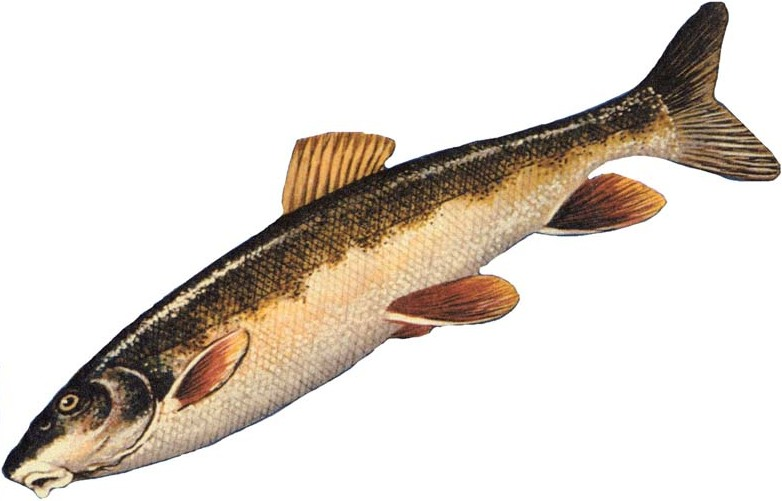
Catostomus catostomus

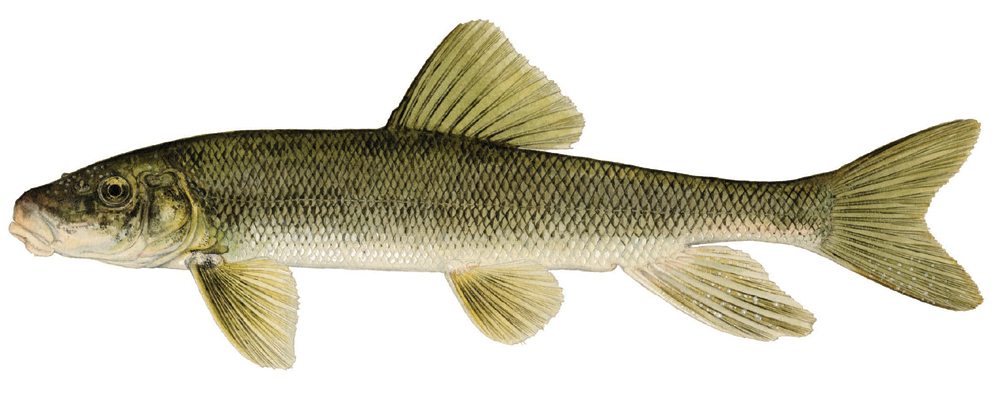
Catostomus commersoni

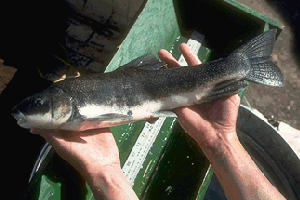
Chasmistes brevirostris

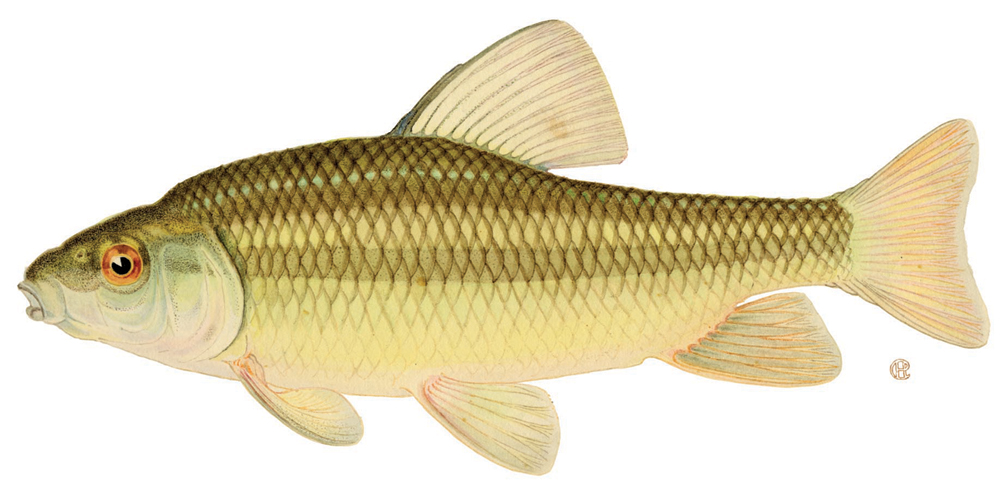
Erimyzon sucetta

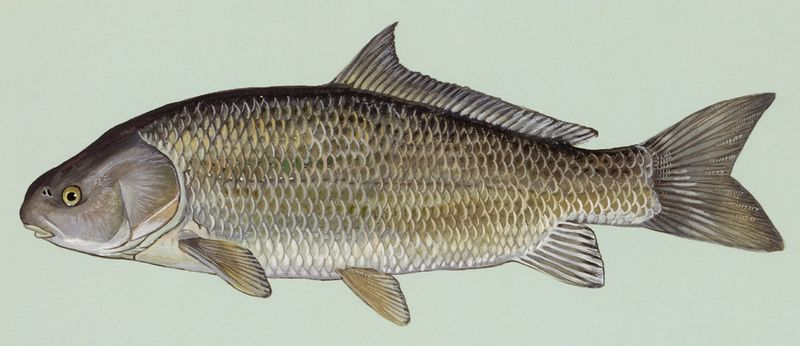
Ictiobus niger

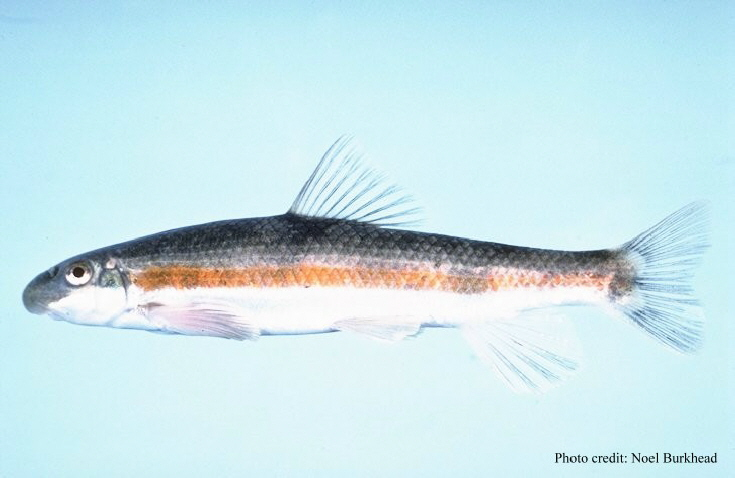
Thoburnia rhothoeca

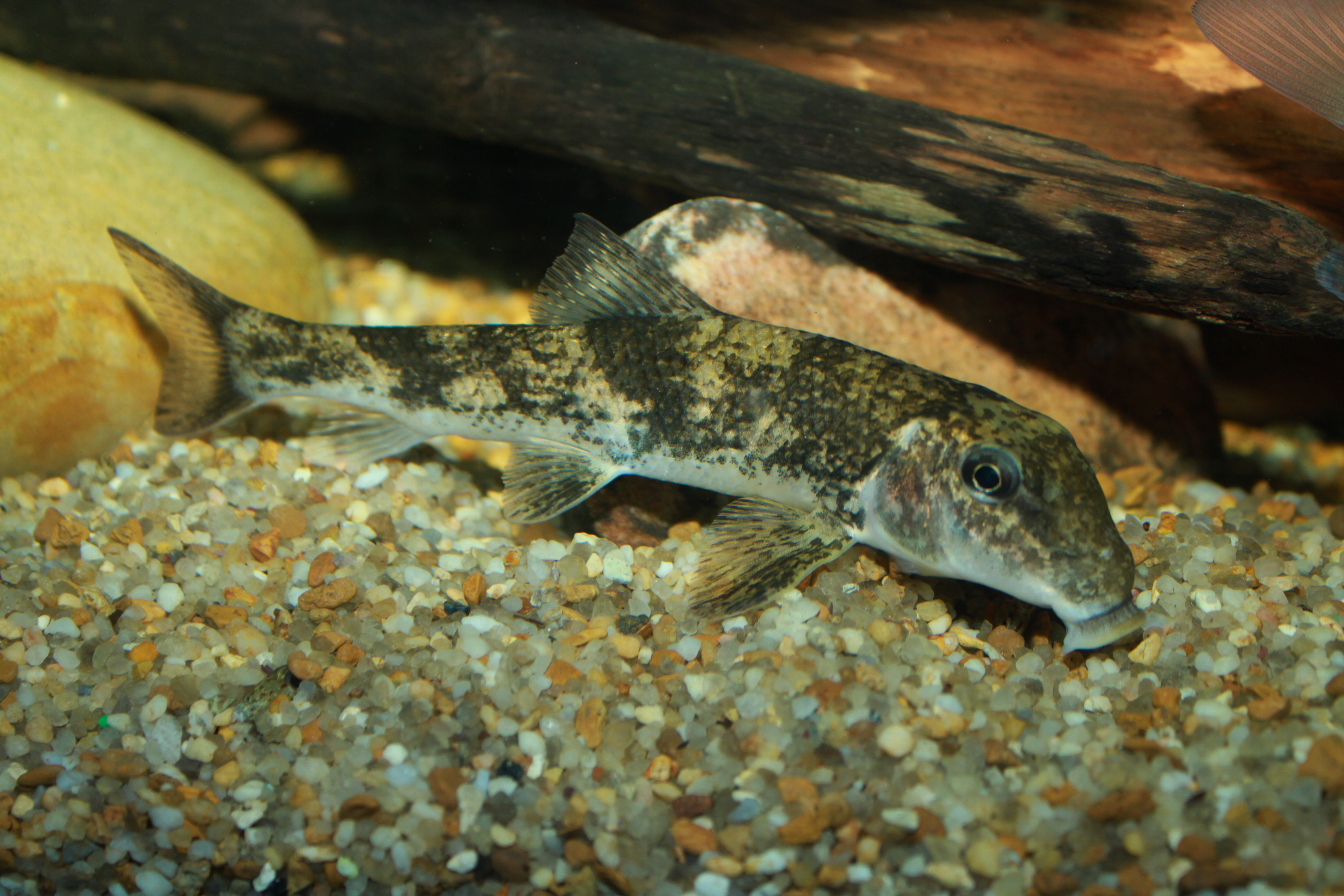
Hypentelium nigricans

Els catostòmids (Catostomidae) són una família de peixos teleostis d'aigua dolça pertanyent a l'ordre dels cipriniformes.

## Descripció
- La majoria de les seues espècies no superen els 60 cm de llargada, però les espècies més grosses poden mesurar 1 m.
- La boca està situada davall del cap i presenta llavis prims i molsuts.
- Es distingeixen d'altres famílies properes gràcies a un os llarg faringi a la gargamella, el qual conté una simple filera de dents.[4]

## Alimentació
Mengen detritus, crustacis, cucs, insectes de la superfície i peixets.

## Distribució geogràfica
Viuen a Nord-amèrica, el centre-est de la Xina i l'est de Sibèria.

## Gèneres i espècies
- Amyzon †
- Carpiodes (Rafinesque, 1820)[8]
  - Carpiodes carpio  (Rafinesque, 1820)[8]
  - Carpiodes cyprinus  (Lesueur, 1817)[9]
  - Carpiodes velifer  (Rafinesque, 1820)[8]
- Catostomus (Lesueur, 1817)[9]
- Chasmistes (Jordan, 1878)[10]
  - Chasmistes brevirostris  (Cope, 1879)[11]
  - Chasmistes cujus  (Cope, 1883)[12]
  - Chasmistes fecundus  (Cope & Yarrow, 1875)[13]
  - Chasmistes liorus  (Jordan, 1878)[14]
  - Chasmistes muriei  (Miller & Smith, 1981) †[15]
- Cycleptus (Rafinesque, 1819)[16]
  - Cycleptus elongatus  (Lesueur, 1817)[9]
  - Cycleptus meridionalis  (Burr & Mayden, 1999)[17]
- Deltistes (Seale, 1896)[18]
  - Deltistes luxatus  (Cope, 1879)[11]
- Erimyzon (Jordan, 1876)[19]
  - Erimyzon oblongus  (Mitchill, 1814)[20]
  - Erimyzon sucetta  (Lacépède, 1803)[21]
  - Erimyzon tenuis  (Agassiz, 1855)[22]
- Hypentelium (Rafinesque, 1818)[23]
  - Hypentelium etowanum  (Jordan, 1877)[24]
  - Hypentelium nigricans  (Le Sueur, 1817)[9]
  - Hypentelium roanokense  (Raney & Lachner, 1947)[25]
- Ictiobus (Rafinesque, 1820)[8]
  - Ictiobus bubalus (Rafinesque, 1818)[26]
  - Ictiobus cyprinellus  (Valenciennes, 1844)[27]
  - Ictiobus labiosus  (Meek, 1904)[28]
  - Ictiobus meridionalis  (Günther, 1868)[29]
  - Ictiobus niger  (Rafinesque, 1819)[16]
- Minytrema (Jordan, 1878)[30]
  - Minytrema melanops  (Rafinesque, 1820)
- Moxostoma (Rafinesque, 1820)[8]
- Myxocyprinus (Gill, 1878)[31]
  - Myxocyprinus asiaticus  (Bleeker, 1865)[32]
- Thoburnia (Jordan & Snyder, 1917)[33]
  - Thoburnia atripinnis  (Bailey, 1959)[34]
  - Thoburnia hamiltoni  (Raney & Lachner, 1946)[35]
  - Thoburnia rhothoeca  (Thoburn, 1896)[36]
- Vasnetzovia †
- Xyrauchen (Eigenmann & Kirsch, 1889)[37]
  - Xyrauchen texanus  (Abbott, 1861)[38][39][40][41][42][43][44]

## Observacions
No són molt apreciats a l'Amèrica del Nord per la seua carn ni tampoc hi són pescats habitualment de forma recreativa. Tot i així, Catostomus commersonii i Hypentelium nigricans en són les espècies preferides per menjar.

## Ús comercial
Són envasats, fumats i fregits.